# Steve Antin
Steven Antin Howard (19 de abril de 1958) es un actor estadounidense, guionista, productor y director.

## Biografía
Nacido el 19 de abril de 1958, en Portland, Oregón, Steve se mudó a Los Ángeles, donde hizo su debut cinematográfico en la película de género slasher Sweet Sixteen (1983). Al año siguiente, participó en la popular 'The Last American Virgin (1982), junto a Lawrence Monoson. Obtuvo roles en Los Goonies (1985) y Survival Quest (1989). Su gran oportunidad llegó con la nominada al Oscar a mejor película, The Accused (1988),  la cual coprotagonizó junto a Jodie Foster, quien recibió la estatuilla por su interpretación, y Kelly McGillis. Algunos años después apareció en la versión cinematográfica del exitoso espectáculo de Broadway escrito por Sandra Bernhard Without You I'm Nothing (1990), además de obtener papeles en Unity (1991), It's My Party (1996) y la comedia romántica, 'Til There Was You (1997).
A partir de la década de los 90, Antin empezó a trabajar como compositor y productor, junto a Bo Hopkins y con un reparto estelar en la película independiente, Inside Monkey Zetterland (1992). Antin también adaptó el guion de Gloria (1999), protagonizada por Sharon Stone y George C. Scott, a partir de la versión de 1980 de John Cassavetes.
A finales de la década de 2000, Antin empezó su carrera como director. Dirigió varios vídeos musicales, como Like Me de Girlicious y FairyTale de Destinee & Paris, y en 2006, el largometraje Glass House: The Good Mother, protagonizada por Angie Harmon y producida por Billy Pollina. En 2007 Antin fue uno de los productores ejecutivos y creadores del reality show que se propuso encontrar a la nueva integrante del exitoso grupo de pop Pussycat Dolls
En 2010, Antin, escribió y dirigió la película Burlesque, protagonizada por la cantante de pop Christina Aguilera, Stanley Tucci, Cam Gigandet y la ganadora del Oscar Cher.